# Kōichi Satō
Kōichi Satō (佐藤 浩市?, Satō Kōichi; Tokyo, 10 dicembre 1960) è un attore giapponese.
Inizia la sua carriera all'interno del mondo dello spettacolo nei primissimi anni ottanta e da allora partecipa a molte pellicole cinematografiche e dorama di successo in ruoli di primissimo piano e vincendo innumerevoli premi. È figlio dell'attore e regista Rentarō Mikuni.

## Filmografia

### Cinema
- Seishun no mon, regia di Kinji Fukasaku e Koreyoshi Kurahara (1981)
- Manon, regia di Yōichi Higashi (1981)
- Seishun no mon: Jiritsu hen, regia di Koreyoshi Kurahara (1982)
- Dôtonborigawa, regia di Kinji Fukasaku (1982)
- Antarctica (Nankyoku monogatari), regia di Koreyoshi Kurahara (1983)
- Nihonkai daikaisen: Umi yukaba, regia di Toshio Masuda (1983)
- Gyoei no mure, regia di Shinji Sōmai (1983)
- Mitsugetsu, regia di Hôjin Hashiura (1984)
- Kita no hotaru, regia di Hideo Gosha (1984)
- Mishima - Una vita in quattro capitoli (Mishima: A Life in Four Chapters), regia di Paul Schrader (1985) - episodio (Il padiglione d'oro)
- Taifû kurabu, regia di Shinji Sōmai (1985)
- Rabu hoteru, regia di Shinji Sōmai (1985)
- Break Town monogatari, regia di Masayuki Asao (1985)
- Kids, regia di Masaharu Takahashi (1985)
- Inujini sesi mono, regia di Kazuyuki Izutsu (1986)
- Tsubomi no nagame, regia di Noboru Tanaka (1986)
- Ningen no yakusoku, regia di Yoshishige Yoshida (1986)
- Death Powder (Desu paudā), regia di Shigeru Izumiya (1986)
- Noyuki yamayuki umibe yuki, regia di Nobuhiko Obayashi (1986)
- Saraba itoshiki hito yo, regia di Masato Harada (1987)
- Tonkô, regia di Jun'ya Satō (1988)
- Korogashi Ryota: Gekitotsu! Monster bus, regia di Naosuke Kurosawa (1988)
- Bungakusho satsujin jiken: Oinaru jyoso, regia di Norifumi Suzuki (1989)
- Shaso, regia di Toshio Masuda (1989)
- Shadow of China, regia di Mitsuo Yanagimachi (1989)
- Ruten no umi, regia di Buichi Saitō (1990)
- Chōshōjo Reiko, regia di Takao Okawara (1991)
- Tokarev (Tokarefu), regia di Junji Sakamoto (1994)
- Chûshingura gaiden: Yotsuya kaidan, regia di Kinji Fukasaku (1994)
- Pu, regia di Mikio Yamazaki (1995)
- Gonin, regia di Takashi Ishii (1995)
- Oishinbo, regia di Azuma Morisaki (1996)
- Lie lie Lie, regia di Shun Nakahara (1997)
- The Spiral (Rasen), regia di Jōji Iida (1998)
- Beru epokku, regia di Jōji Matsuoka (1998)
- Ah haru, regia di Shinji Sōmai (1998)
- Kao, regia di Junji Sakamoto (2000)
- Howaitoauto, regia di Setsurō Wakamatsu (2000)
- Shin jingi naki tatakai, regia di Junji Sakamoto (2000)
- KT, regia di Junji Sakamoto (2002)
- Utsutsu, regia di Hisashi Tôma (2002)
- When the Last Sword Is Drawn (Mibu Gishi Den), regia di Yōjirō Takita (2003)
- Makai tenshô, regia di Hideyuki Hirayama (2003)
- Rokkazu, regia di Takanori Jinnai (2003)
- Infection (Kansen), regia di Masayuki Ochiai (2004)
- Umineko, regia di Yoshimitsu Morita (2004)
- Bôkoku no îjisu, regia di Junji Sakamoto (2005)
- Yuki ni negau koto, regia di Kichitaro Negishi (2005)
- The Uchōten Hotel (Uchôten hoteru), regia di Kōki Mitani (2006)
- Starfish Hotel, regia di John Williams (2006)
- Yoki na gyangu ga chikyu o mawasu, regia di Tetsu Maeda (2006)
- Kurai tokoro de machiawase, regia di Daisuke Tengan (2006)
- Ai no rukeichi, regia di Yasuo Tsuruhashi (2007)
- Tennen kokekkô, regia di Nobuhiro Yamashita (2007)
- Sukiyaki Western Django (Sukiyaki Uesutan Jango), regia di Takashi Miike (2007)
- Sumairu seiya no kiseki, regia di Takanori Jinnai (2007)
- Hana kage, regia di Yuto Kawai (2008)
- The Magic Hour (Za majikku awâ), regia di Kōki Mitani (2008)
- 2008: Daremo Mamotte Kurenai
- 2009: Kansen Retto
- 2009: Amalfi: Rewards of the Goddess
- 2009: Kamui Gaiden
- 2010: Heaven's Story
- 2011: Suteki na Kanashibari?
- 2011: Unfair 2: The Answer
- Someday (Ōshika-mura sōdōki), regia di Junji Sakamoto (2011)
- 2012: Reunion
- 2013: Yurusarezaru mono
- 2013: Human Trust
- Fukushima 50, regia di Setsurō Wakamatsu (2020)

### Televisione
- Kaibutsu - serie TV, (2013)
- Onna Nobunaga - serie TV, (2013)
- Kagi no kakatta heya - serie TV, (2012)
- Blackboard - serie TV, (2012)
- Shuchakueki ~Twilight Express no Koi~ - serie TV, (2012)
- Unfair SP Double Meaning Niju Teigi - serie TV, (2011)
- Hi wa mata noboru - serie TV, (2011)
- Saigo no Bansan - serie TV, (2011)
- Pandora 2 Kiga Retto - serie TV, (2010)
- Natsu no koi wa nijiiro ni kagayaku - serie TV, episodio 9 (2010)
- Wagaya no rekishi - serie TV, (2010)
- Kanryotachi no Natsu - serie TV, (2009)
- Keikan no Chi - serie TV, (2009)
- Daremo Mamorenai - serie TV, (2009)
- Honto to Uso to Tequila - serie TV, (2008)
- Kaze no Hate - serie TV, (2007)
- Karei-naru Ichizoku - serie TV, (2007)
- Tengoku to Jigoku - serie TV, (2007)
- Suppli - serie TV, (2006)
- Kemonomichi - serie TV, (2006)
- Climber's High (Kuraimāzu Hai?) - serie TV, (2005)
- Pride - serie TV, (2004)
- Shinsengumi - serie TV, (2004)
- Kougen e Irasshai - serie TV, (2003)
- Tengoku e no Kaidan - serie TV, (2002)
- Chuushingura 1/47 - serie TV, (2001)
- Aru Hi, Arashi no you ni - serie TV, (2001)
- Tenki-yoho no Koibito - serie TV, (2000)
- Dokushin Seikatsu - serie TV, (1999)
- Africa no Yoru - serie TV, (1999)
- Tabloid - serie TV, (1998)
- Tsubasa wo Kudasai! - serie TV, (1996)
- Koibito yo - serie TV, (1995)
- Koi mo ni Dome Nara - serie TV, (1995)
- Yokohama Shinju - serie TV, (1994)
- Homura Tatsu - serie TV, (1994)
- Subarashiki Kana Jinsei - serie TV, (1993)
- Kou Kou Kyoushi - serie TV, (1993)
- Homura Tatsu - serie TV, (1993)
- Shinai naru mono e - serie TV, (1992)
- Tobuga Gotoku - serie TV, (1990)
- Ao ga Chiru - serie TV, (1983)
- Like a Dragon: Yakuza - serie TV, (2024)

## Doppiatori italiani
Nelle versioni in italiano delle opere in cui ha recitato, Kōichi Satō è stato doppiato da:
- Angelo Maggi in The Spiral
- Glauco Onorato in Inugami
- Roberto Draghetti in Infection
- Pasquale Anselmo in Sukiyaki Western Django
- Guido Di Naccio in Fukushima 50
- Antonio Palumbo in Like a Dragon: Yakuza

## Riconoscimenti
- 1982: Blue Ribbon Awards: Miglior Giovane Attore in Seishun no mon
- 1982: Japanese Academy Awards: Miglior Giovane Attore in Seishun no mon
- 1994: Nikkan Sports Film Awards : Miglior Attore in Chushingura gaiden Yotsuya Kaidan
- 1995: Japanese Academy Awards: Miglior Attore in Chushingura gaiden Yotsuya Kaidan
- 1995: Yokohama Film Festival : Miglior attore non protagonista in Tokarefu
- 2001: Japanese Academy Awards: Miglior Attore in Whiteout
- 2003: Blue Ribbon Awards : Miglior attore in KT
- 2004: Japanese Academy Awards : Miglior Attore in Mibu Gishi Den
- 2005: Tokyo International Film Festival : Miglior Attore Yuki ni Koto Negau
- 2007: Mainichi Eiga Concours : Miglior Attore Yuki ni Koto Negau